# Canadian Soccer League 1988
La Canadian Soccer League 1988 (CSL) fue la segunda edición de la máxima división del fútbol en Canadá. Los Vancouver 86ers lograron su primer campeonato después de ganar en la final por 4-1 a los Hamilton Steelers.

## Equipos participantes
- Calgary Kickers
- Edmonton Brick Men
- Hamilton Steelers
- Montreal Supra (Nuevo equipo)
- North York Rockets
- Ottawa Intrepid (Anteriormente como los National Capital Pioneers)
- Toronto Blizzard
- Vancouver 86ers
- Winnipeg Fury

## Tabla de posiciones

### División del este
|  | Pos. | Equipos            | PJ | G  | E  | P  | GF | GC | Dif. | Pts. |
|  | ---- | ------------------ | -- | -- | -- | -- | -- | -- | ---- | ---- |
|  | 1    | Hamilton Steelers  | 28 | 18 | 6  | 4  | 64 | 28 | +36  | 42   |
|  | 2    | Toronto Blizzard   | 28 | 8  | 13 | 7  | 44 | 31 | +13  | 29   |
|  | 3    | North York Rockets | 28 | 10 | 8  | 10 | 40 | 39 | +1   | 28   |
|  | 4    | Ottawa Intrepid    | 28 | 8  | 9  | 11 | 32 | 43 | -11  | 25   |
|  | 5    | Montreal Supra     | 28 | 8  | 8  | 12 | 36 | 44 | -8   | 24   |

|  | Semifinales      |
|  | Cuartos de final |

### División del oeste
|  | Pos. | Equipos            | PJ | G  | E | P  | GF | GC | Dif. | Pts. |
|  | ---- | ------------------ | -- | -- | - | -- | -- | -- | ---- | ---- |
|  | 1    | Vancouver 86ers    | 28 | 21 | 6 | 1  | 84 | 30 | +54  | 48   |
|  | 2    | Winnipeg Fury      | 28 | 9  | 7 | 12 | 33 | 46 | -13  | 25   |
|  | 3    | Calgary Kickers    | 28 | 6  | 6 | 16 | 39 | 70 | -31  | 18   |
|  | 4    | Edmonton Brick Men | 28 | 4  | 5 | 19 | 33 | 74 | -41  | 13   |

|  | Semifinales      |
|  | Cuartos de final |

## Fase final
|  | Cuartos de final   | Cuartos de final   | Cuartos de final  |                   |   | Semifinales | Semifinales | Semifinales |  |                 | Final           | Final | Final |  |
|  |                    |                    |                   |                   |   |             |             |             |  |                 |                 |       |       |  |
|  |                    |                    |                   |                   |   |             |             |             |  |                 |                 |       |       |  |
|  |                    |                    |                   |                   |   |             |             |             |  |                 |                 |       |       |  |
|  |                    |                    |                   |                   |   |             |             |             |  |                 |                 |       |       |  |
|  |                    |                    |                   |                   |   |             |             |             |  |                 |                 |       |       |  |
|  |                    | Vancouver 86ers    | Vancouver 86ers   | 3                 |   |             |             |             |  |                 |                 |       |       |  |
|  |                    |                    |                   | 3                 |   |             |             |             |  |                 |                 |       |       |  |
|  |                    |                    | Winnipeg Fury     | Winnipeg Fury     | 1 |             |             |             |  |                 |                 |       |       |  |
|  | Winnipeg Fury      | Winnipeg Fury      | Winnipeg Fury     | Winnipeg Fury     | 1 | 2           |             |             |  |                 |                 |       |       |  |
|  | Winnipeg Fury      | Winnipeg Fury      |                   |                   |   |             |             |             |  |                 |                 |       |       |  |
|  | Calgary Kickers    | Calgary Kickers    | 1                 |                   |   |             |             |             |  |                 |                 |       |       |  |
|  | Calgary Kickers    | Calgary Kickers    | 1                 |                   |   |             |             |             |  | Vancouver 86ers | Vancouver 86ers | 4     |       |  |
|  |                    |                    |                   |                   |   |             |             |             |  | Vancouver 86ers | Vancouver 86ers | 4     |       |  |
|  |                    |                    | Hamilton Steelers | Hamilton Steelers | 1 |             |             |             |  |                 |                 |       |       |  |
|  |                    |                    | Hamilton Steelers | Hamilton Steelers | 1 |             |             |             |  |                 |                 |       |       |  |
|  |                    |                    |                   |                   |   |             |             |             |  |                 |                 |       |       |  |
|  |                    |                    |                   |                   |   |             |             |             |  |                 |                 |       |       |  |
|  |                    | Hamilton Steelers  | Hamilton Steelers | 1                 |   |             |             |             |  |                 |                 |       |       |  |
|  |                    |                    |                   | 1                 |   |             |             |             |  |                 |                 |       |       |  |
|  |                    |                    | Toronto Blizzard  | Toronto Blizzard  | 0 |             |             |             |  |                 |                 |       |       |  |
|  | Toronto Blizzard   | Toronto Blizzard   | Toronto Blizzard  | Toronto Blizzard  | 0 | 2           |             |             |  |                 |                 |       |       |  |
|  | Toronto Blizzard   | Toronto Blizzard   |                   |                   |   |             |             |             |  |                 |                 |       |       |  |
|  | North York Rockets | North York Rockets | 1                 |                   |   |             |             |             |  |                 |                 |       |       |  |
|  | North York Rockets | North York Rockets | 1                 |                   |   |             |             |             |  |                 |                 |       |       |  |
|  |                    |                    |                   |                   |   |             |             |             |  |                 |                 |       |       |  |

| Bandera de Canadá                 |
| Campeón Vancouver 86ers 1° título |

## Goleadores
| Jugador          | Equipo            | Goles |
| ---------------- | ----------------- | ----- |
| John Catliff     | Vancouver 86ers   | 22    |
| Domenic Mobilio  | Vancouver 86ers   | 20    |
| Amadeo Gasparini | Hamilton Steelers | 18    |